# Брюан, Аристид
Аристи́д Луи́ Арма́н Брюа́н (фр. Aristide Louis Armand Bruand, в качестве сценического имени использовал написание Bruant; 6 мая 1851, Куртене, департамент Луаре — 10 февраля 1925, Париж) — французский поэт, шансонье, комедиант и владелец кабаре. Стал известным не в последнюю очередь благодаря афишам Анри де Тулуз-Лотрека, на которых он изображён в красном шарфе и чёрном пальто.

## Биография

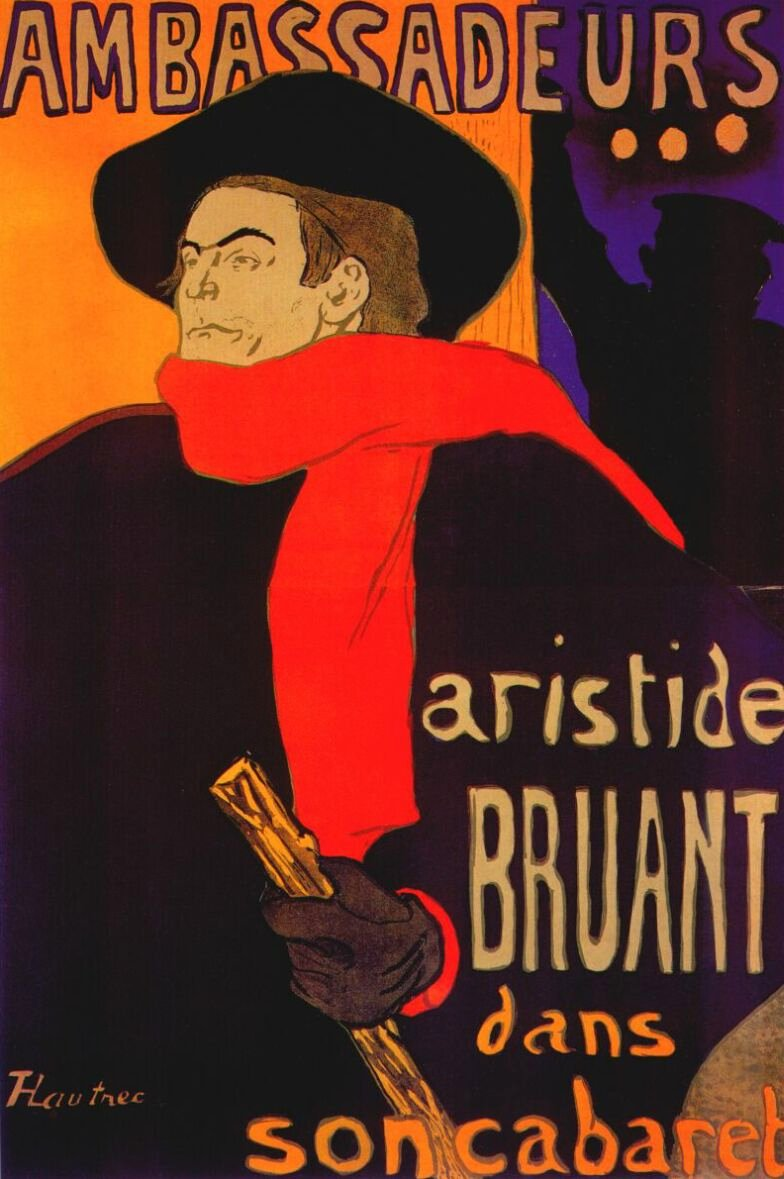
Афиша «Амбассадер», Тулуз-Лотрек (1892)

В 15 лет, после смерти отца, Брюан покинул родной город, чтобы найти работу. Поиски привели его в парижский богемный квартал Монмартр, где он большую часть времени бездельничал в бистро и кабачках, где он и получил возможность проявить свой музыкальный талант. Хотя он и происходил из благополучной семьи, Брюан быстро овладел парижским арго, на котором он писал свои песни, полные революционного пафоса и ненависти к буржуа.
Брюан умер в Париже в 1925 и был похоронен неподалёку от его места рождения в департаменте Луаре. В честь него была названа одна из парижских улиц.

## Карьера
Брюан начинал выступать в кафе и постепенно поставил представление, которое привело его к сотрудничеству со знаменитым кабаре «Чёрный кот», где собирались молодые символисты. Его костюмом были красный свитер, чёрная бархатная куртка, высокие сапоги и длинный красный шарф. Выступал он под сценическим именем Астрид Брюан, звезда Монмартра. Его песни «Dans la rue» с иллюстрациями Теофиля Стейнлена, написанные на парижском арго на темы из жизни парижской уличной бедноты, дают картину ночного Парижа. Брюан одним из первых подружился с Тулуз-Лотреком.
В 1885 году, с ростом популярности кабаре «Черный кот», занимавшее всего две небольших комнаты, переезжает в более просторное помещение. В освободившемся помещении Брюан открывает собственный клуб под названием «Тростниковая флейта» (фр. «Le Mirliton»). Хотя он приглашал выступать других артистов, он по-прежнему выступал со своей программой, быстро завоевав славу одного из выдающихся шансонье. Над входом кабаре появилась вывеска: «Сюда ходят те, кто любит, чтобы их оскорбляли».
«Эти идиоты ровным счетом ничего не понимают, да и не могут понимать в моих песенках, ведь они не знают, что такое нищета, они со дня рождения купаются в золоте. Я мщу им, понося их, обращаясь с ними хуже, чем с собаками. Они хохочут до слез, думая, что я шучу, а на самом деле я часто вспоминаю о прошлом, о пережитых унижениях, о грязи, которую мне пришлось увидеть, — все это подступает комком к горлу и выливается на них потоком ругани», — признавался Брюан.

## Богатство
Слава и удача вознаградили усилия Брюана, кабаре приносило ему в год в среднем пятьдесят тысяч золотых франков, к прибыли от Мирлитона добавлялись авторские права и большие тиражи. Через десять лет Брюан купил себе особняк в родном Куртене (фр.) и переселился туда.
В 1897 году известный французский критик Адольф Бриссон (фр.) навестил Брюана в Куртене, о чем впоследствии написал в своей книге «Интимные портреты»:
«Поэт нищих живет в замке, где ведет образ жизни средневекового дворянина, он охотится, он ловит рыбу, у него стая верных и обученных собак. Его вассалы представлены охранником, папашей Рата, садовником, папашей Баджу, а также фермером и многочисленным домашним хозяйством. Комнаты его дома роскошно обставлены сервантами, креслами, безделушками. Он говорит мне, что купил двадцать пять гектаров лугов, русло реки, остров, мельницу. Месье Брюан — еще один маркиз Карабас!»

## Наследие
Эстрадные произведения Брюана выпускались отдельными сборниками. Он по праву считается одним из создателей «реалистической песни» (chanson réaliste), направления, существовавшего до середины XX века и представляемого практически исключительно женщинами. Самыми известными исполнительницами chanson réaliste были Фреэль и Эдит Пиаф. Это движение оставило неизгладимые следы в современной французской музыке.

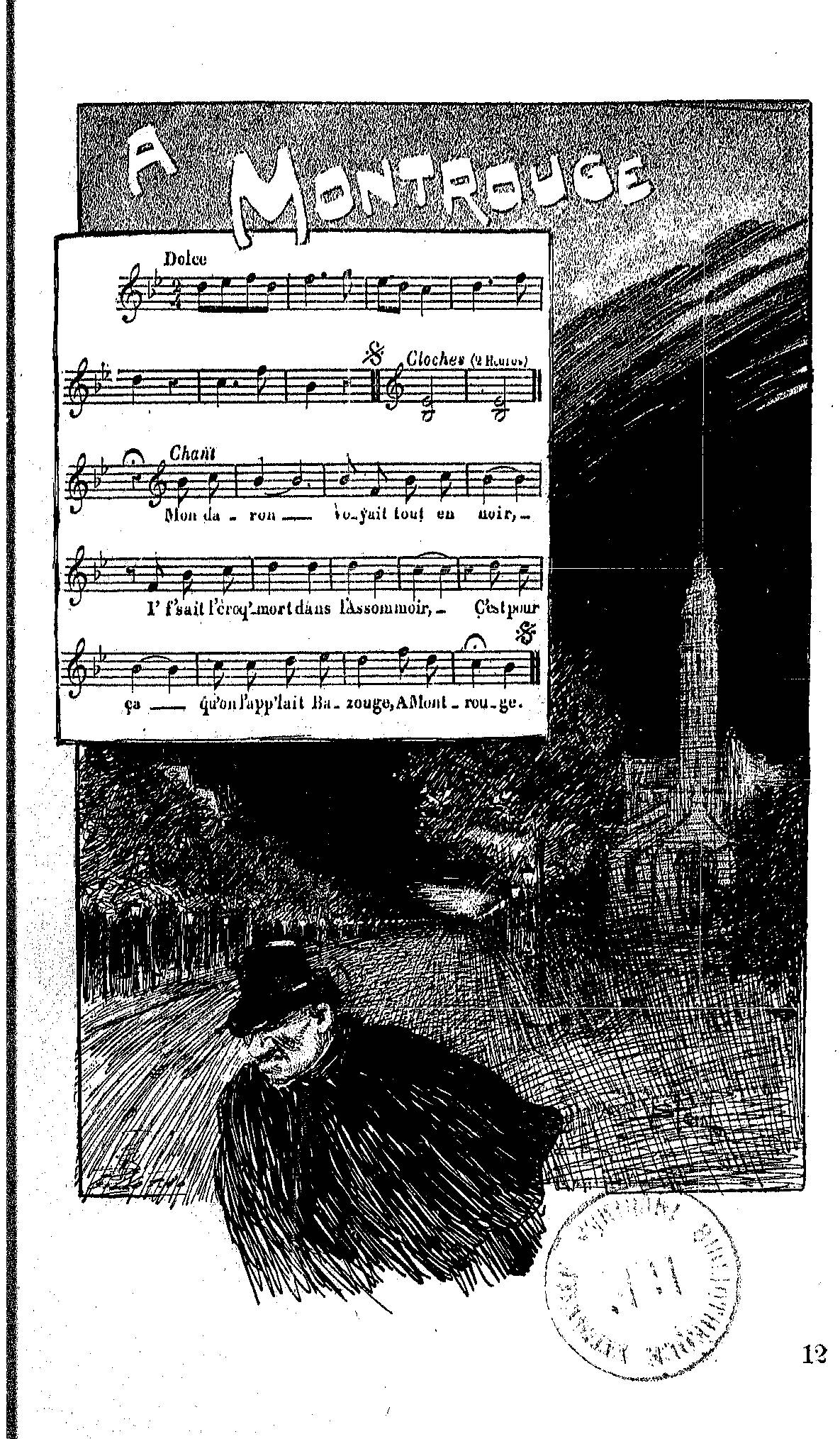
Т. А. Стейнлен. Иллюстрация к песне Брюана «À Montrouge»

## Известные песни
- Nini Peau d’Chien
- A la Bastille
- A la Villette
- Meunier tu es cocu
- A Batignolles
- Serrez Vos Rangs
- A la Roquette
- La chanson des Michetons
- A Poissy
- A la Place Maubert
- Les petits joyeux
- Belleville-Menilmontant
- La Greviste
- Le Chat noir

## Образ
Герой сериала «Улицы разбитых фонарей» Казанова (Александр Лыков) ходит в чёрном плаще и красном шарфе. Очевидно, это навеяно образом Брюана.
В британском телесериале «Доктор Кто» богемный образ четвертого Доктора создавался художником по костюмам Джеймсом Ачесоном под влиянием портретов Брюана кисти Тулуз-Лотрека.